# 路德神学院
路德神学院（Luther Seminary）是美国福音路德教会和美国路德宗最大的神学院，位于美国明尼苏达州圣保罗的圣安东尼公园社区。值得注意的是，它还接受并教育41个其他教派和传统的学生。该校通过了高等教育委员会、美国和加拿大神学院协会、美国福音路德教会以及联合卫理公会神学认证。

## 历史
路德神学院通过一系列的合并，将六个独立的学院合并成一个神学院。
路德神学院最初是1917年三个挪威路德会合并的结果，三个教派各自开办的三个神学院。挪威大会在明尼苏达州圣保罗开办的路德神学院、Hauge Synod在雷德温开办的雷德温神学院、以及联合挪威路德教会在圣保罗开办的“联合教会神学院”。合并后的神学院设在联合教会神学院的所在地，并以其中最古老的一所命名：成立于1876年的路德神学院。
1963年，因路德宗自由教会与美国路德会合并，明尼阿波利斯的奥格斯堡神学院与路德神学院合并。奥格斯堡神学院成立于1869年，使合并后的路德神学院的建校时间也提早到了1869年。
路德神学院又与西北路德宗神学院合并。西北路德宗神学院起源于1920年建校的“芝加哥路德宗神学院”。1921年，该校搬到北达科他州的法戈，次年又搬到明尼阿波利斯。从1921年到1982年，它的名字是西北路德宗神学院。从1922年到1940年位于明尼阿波利斯北部，从1940年到1967年位于明尼阿波利斯南部，1967年搬到附近的圣保罗路德神学院校园。1962年美国路德会成立时，西北路德宗神学院隶属于两个支持团体：明尼苏达大会和红河谷大会。